# Іванівка (Карлівська міська громада)
Іванівка —  селище в Україні, у Карлівській міській громаді Полтавського району Полтавської області. Населення становить 397 осіб. Орган місцевого самоврядування — Карлівська міська рада.

## Географія
Селище Іванівка розміщене біля витоків річки Лип'янка, нижче за течією на відстані 2 км розташоване село Лип'янка.

## Історія
12 червня 2020 року, відповідно до розпорядження Кабінету Міністрів України № 721-р «Про визначення адміністративних центрів та затвердження територій територіальних громад Полтавської області», селище увійшло до складу Карлівської міської громади.
19 липня 2020 року, в результаті адміністративно - територіальної реформи та ліквідації Карлівського району, селище увійшло до складу новоутвореного Полтавського району Полтавської області.

## Економіка
- Молочно-товарна ферма.